# Motel Bamako
Albums de Inna Modja
Love Revolution
(2011)
Motel Bamako est le troisième album studio de la chanteuse malienne Inna Modja. L'album est sorti le 2 octobre 2015.
Sur ce troisième album qui marque un tournant musical, abandonnant les mélodies mielleuses, elle chante principalement en bambara, mais aussi en anglais et français, sur l’amour, les blessures de la guerre, l’image de la femme. 
Avec des titres comme Tombouctou, elle invite les femmes maliennes à se faire entendre, à « retirer le foulard devant leur bouche ». Dans ce single, mêlant hip hop et électro, elle rappe en bambara chantant sur la guerre du Mali et la situation des femmes au nord du pays : « La nuit est tombée (…) ils veulent conquérir nos âmes. (…) Ils veulent nous réduire au silence ». Le clip est filmé dans le studio photo de Malick Sidibé à Bamako.

## Singles
- Outlaw
- Tombouctou

## Liste des pistes
| No  | Titre                                     | Paroles      | Durée |
| --- | ----------------------------------------- | ------------ | ----- |
| 1.  | Outlaw                                    | Inna Modja   | 3:13  |
| 2.  | Tombouctou                                | Modja        | 3:19  |
| 3.  | Water                                     | Modja        | 3:52  |
| 4.  | Speeches (Feat. Oxmo Puccino)             | Modja        | 3:28  |
| 5.  | Sambe                                     | Modja        | 3:41  |
| 6.  | Boat people (feat Oumou Sangaré)          | Modja        | 3:48  |
| 7.  | The man across the street                 | Modja        | 3:59  |
| 8.  | My people (feat. Baloji)                  | Modja        | 3:33  |
| 9.  | Diaraby                                   | traditionnel | 2:41  |
| 10. | Forgive yourself                          | Modja        | 3:36  |
| 11. | Broken smiles                             | Modja        | 3:31  |
| 12. | Going home (featuring Kaabi Kouyaté)      | Modja        | 4:07  |
| 13. | Tombouctou (Domenico Torti Remix) (Bonus) | Modja        | 3:05  |